# Claudia Schramm
Claudia Schramm (ur. 14 czerwca 1975 w Bad Langensalza) – niemiecka bobsleistka, brązowa medalistka mistrzostw świata.

## Kariera
Największy sukces w karierze Claudia Schramm osiągnęła w 2008 roku, kiedy wspólnie z Nicole Herschmann wywalczyła brązowy medal w dwójkach podczas mistrzostw świata w Altenbergu. Był to jednak jej jedyny medal wywalczony na międzynarodowej imprezie tej rangi. W 2010 roku wystartowała na igrzyskach olimpijskich w Vancouver, zajmując siódmą pozycję. Wielokrotnie stawała na podium w zawodach Pucharu Świata, jednak nigdy nie zwyciężała.